# Ingmar Norlén
Ingmar Norlén, född 10 april 1953 i Järnskog, död den 11 februari 2014 i Arvika, var en svensk journalist, författare och förläggare.

## Biografi
Ingmar Norlén var i grunden journalist och verkade vid bland annat Arvika Nyheter, Karlstads-Tidningen, Tidningen Folket och Göteborgs-Posten, det senare under tolv år. Han medverkade även i veckotidningar som Allers och Hemmets Journal.
Som författare skrev Norlén främst biografier, gärna om personer inom svensk underhållning såsom Calle Jularbo, Bertil Boo och Ray Adams. Inte minst blev han känd för sina två biografier om Johnny Bode (den ena skriven i samarbete med Bengt Nyquist), en artist som Norlén varit den siste att intervjua, och som han hjälpte till att rädda ur den glömska som varit resultatet av att Bode i decennier bojkottats av svensk media och underhållningsvärld. För dessa insatser utsågs Norlén 2009 till den förste hedersledamoten i det nygrundade Johnny Bode-sällskapet. Han var även under sina sista år ordförande i Johnny Bode-Delgadas stiftelse.
2005 grundade Norlén med journalistkollegan Sten Slottner det Kristinehamnsbaserade förlaget Norlén & Slottner, men lämnade efter några år detta för att återgå till journalistiken. 
Norlén erhöll Per Lindekrantz stipendium 1994 och Vänersborgs kommuns kulturstipendium 1999.   Han avled i sviterna av en hjärnblödning efterlämnande hustru och barn.